# James Marsh
James Marsh, född 1963, är en brittisk filmregissör. Han gör såväl spelfilmer som dokumentärer. Två av hans filmer har vunnit en BAFTA Award för bästa brittiska film: Man on Wire och The Theory of Everything.

## Filmografi (i urval)
- 2008 – Man on Wire
- 2014 – The Theory of Everything